# Anthrax umbrosus
Anthrax umbrosus är en tvåvingeart som beskrevs av Greathead 1970. Anthrax umbrosus ingår i släktet Anthrax och familjen svävflugor. Inga underarter finns listade i Catalogue of Life.